# Cyrtoneurina gemina
Cyrtoneurina gemina är en tvåvingeart som först beskrevs av Christian Rudolph Wilhelm Wiedemann 1830.  Cyrtoneurina gemina ingår i släktet Cyrtoneurina och familjen husflugor. Inga underarter finns listade i Catalogue of Life.